# 359 Georgia
Georgia (asteroide 359) é um asteroide da cintura principal com um diâmetro de 43,89 quilômetros, a 2,3090183 UA. Possui uma excentricidade de 0,1546226 e um período orbital de 1 648,75 dias (4,52 anos).
Georgia tem uma velocidade orbital média de 18,02205791 km/s e uma inclinação de 6,76998º.
Este asteroide foi descoberto em 10 de Março de 1893 por Auguste Charlois.